# ISO 3166-2:SJ
Kódy ISO 3166-2 pro Svalbard a ostrov Jan Mayen identifikují 2 teritoria (stav v roce 2015). První část (SJ) je mezinárodní kód pro Svalbard (česky Špicberky) a Jan Mayen, druhá část sestává z dvou čísel identifikujících teritorium. Obě území jsou zapsány i v ISO 3166-2:NO pro Norské království. 

## Seznam kódů
```
SJ-21 
Svalbard

SJ-22 
Jan Mayen
```